# Clavell d'espècia
El clavell d'espècia o clau d'espècia, clau/clavell de girofle o simplement clavell, clau o girofle és una espècia molt aromàtica composta pels botons florals o poncelles assecades del claveller, un arbre de les Myrtaceae (Syzygium aromaticum) i els seus sinònims: originari d'Indonèsia. El seu nom vulgar procedeix del llatí clavus, puix que la poncella seca sense obrir recorda aquesta forma.

## Ecologia
És una planta originària de les illes Moluques, Cèlebes i Filipines, tot i que també es troba a la costa est d'Àfrica, a l'Índia i en zones de l'Amèrica tropical. Per al seu creixement li és favorable un clima de caràcter marítim i tropical, amb un sòl humit i ric en nutrients. Se sol trobar en terrenys de poca altitud.

## Morfologia
Es tracta d'un arbre de fulla perenne que fa entre 8 i 12 metres d'altitud. Presenta una copa amb forma cònica o bé piramidal. L'arrel és axonomorfa i té un tronc llenyós de color grisenc. Les fulles són de color verd brillant, grans (fan uns 6 cm de llargada per uns 3 cm d'ample), oposades, ovals, lanceolades, força senceres, persistents i lleugerament coriàcies. A part, té uns petits punts brillants i nombrosos nervis paral·lels. Les flors estan agrupades en brots terminals. Les poncelles de les flors primer són de color pàl·lid, després es tornen verdes i finalment es tornen vermelles, que és quan es cullen. Aquestes són regulars amb cinc pètals. Quan estan plegats amb els estams dins constitueixen el cap del clau, que té una mida entre 13-19 mm, 4-6 mm d'ample i 2-3 mm de diàmetre. Al centre del calze i la part superior de l'ovari hi ha una glàndula rectangular que envolta l'estil, on al voltant s'insereixen els estams. El fruit és una baia de color porpra, el·liptiva amb 2 llavors a l'interior.

## Droga
Botons florals abans de badar-se la flor.

## Acció farmacològica / propietats
- Estimula la regeneració de la mucosa gàstrica en casos d'úlcera pèptica i disminueix l'acidesa gàstrica.
- Antiemètic (antivomitiu), ja que es tracta d'una espècie aromàtica que forma part de la composició de molts components que actuen sobre l'aparell digestiu.
- Antisèptic i desinfectant (via externa).
- Un cert poder anestèsic. Una revisió va informar de l'eficàcia de l'eugenol combinat amb òxid de zinc com a analgèsic per a l'osteïtis alveolar.[3]

## Usos

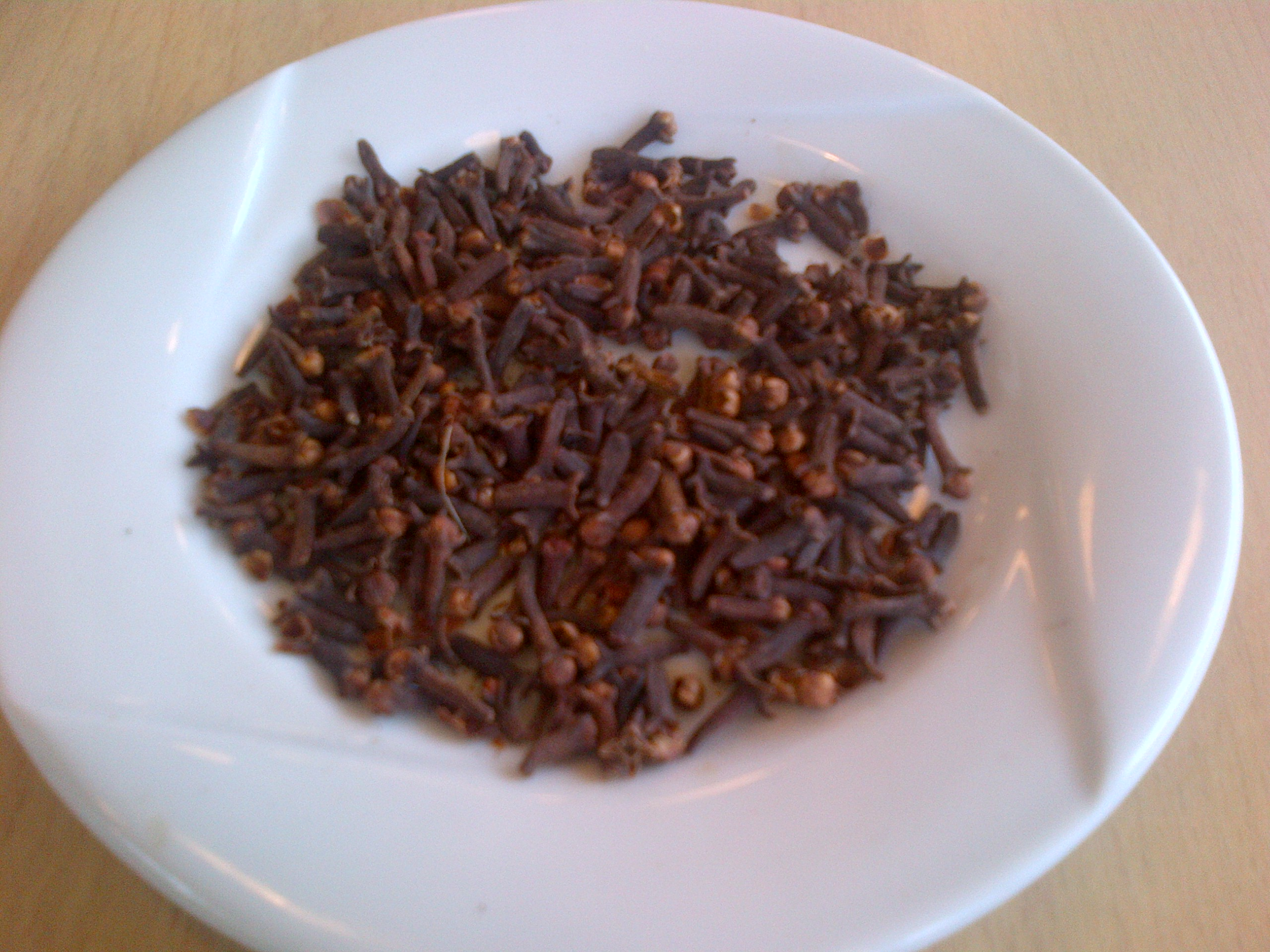
Clavell d'espècia.

Per les propietats anestèsiques, antisèptiques, i antiinflamatòries que té, és utilitzat en odontologia en el tractament de càries, mal de queixal...A part d'aquesta utilitat, en medicina és molt usat en gastronomia (sobretot a l'Índia), a causa d'aquesta aroma forta, calenta i rica, que al tastar-lo es torna picant àcid, fort i amarg que deixa una darrera sensació de fred a la boca.
L'oli de clau (eugenol) s'usa en aromateràpia.
En alguns casos s'introdueixen dins del tabac o el cànnabis. Es fan servir com un tipus d'encens a la Xina i el Japó.
Comercialment s'empra també com a aromatitzant en alimentació, com a fragància en productes elaborats com ara pasta de dents, sabons o cosmètics.

## Toxicitat
A elevades dosis pot provocar molèsties estomacals quan es pren per via interna. Si es pren per via externa en alguns casos pot provocar erupció cutània.

## Espècia

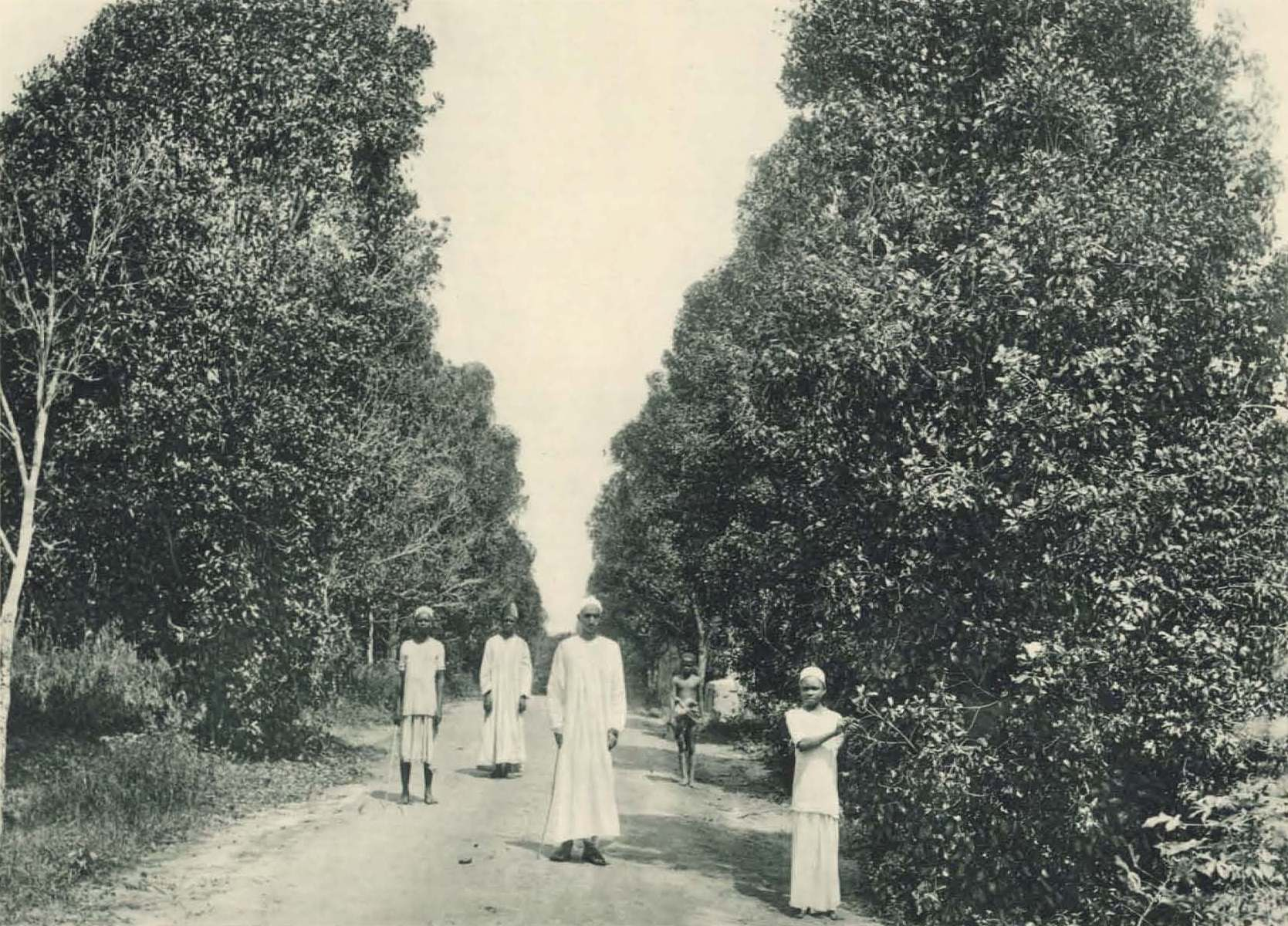
Clavellers d'olor a Zanzíbar, any 1900.

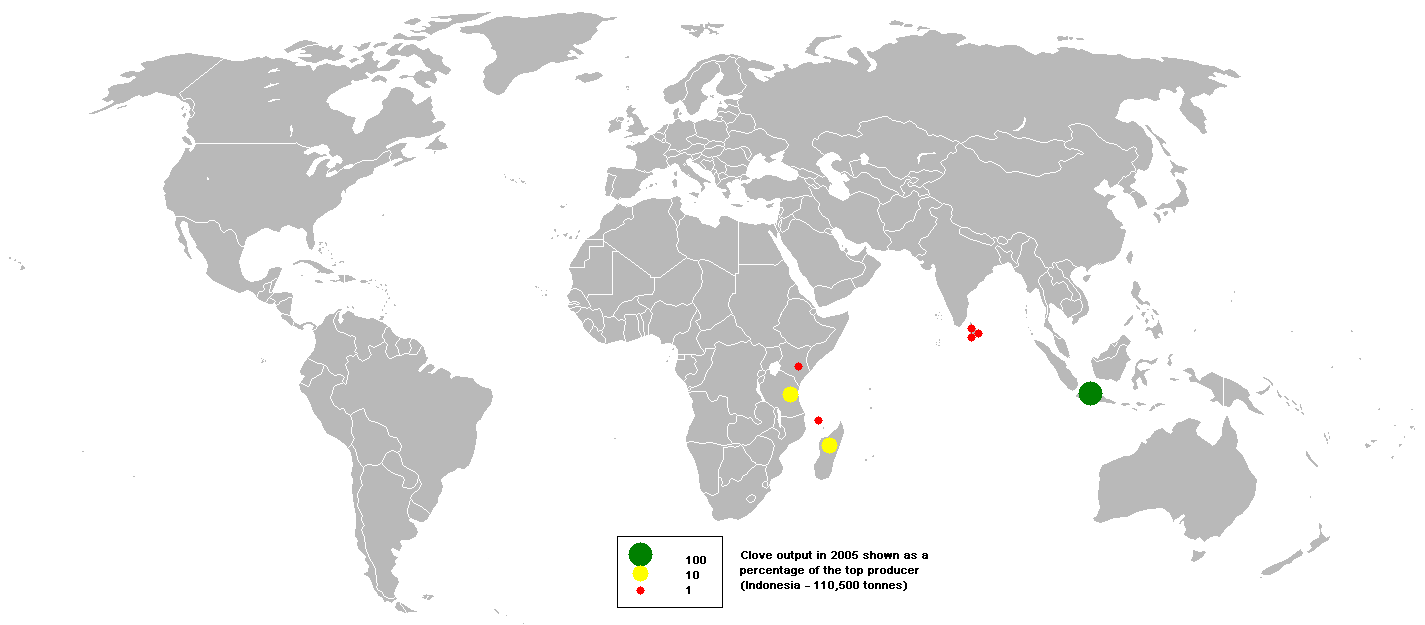
Principals estats productors del clavell. Dades aproximades de 2005.

Fins a temps molt moderns el clavell d'espècia només creixia en unes poques illes (Les illes de les espècies) : Bacan, Makian, Moti, Ternate, i Tidore.
400 anys abans de Crist es va generalitzar el consum a la Xina i posteriorment a l'imperi romà. Els àrabs monopolitzaren el comerç d'aquesta espècia en l'Edat Mitjana. Posteriorment els portuguesos a conseqüència del tractat de Tordesillas van esdevenir capdavanters en el comerç de clavell d'espècia.
Aquesta era una de les espècies més preuades, puix que un quilo costava 7 grams d'or.
Els holandesos al segle xvii dominaren el comerç d'aquesta espècia però els francesos van aconseguir introduir-ne el conreu a l'illa Maurici l'any 1770 i posteriorment va passar a cultivar-se a la Guaiana, Brasil, el Carib i Zanzíbar llocs d'on procedeix la major part de la producció mundial actual.
El clavell és disponible gràcies a diferents collites estacionals depenent del clima de la regió productora.